# Wałbrzych Główny
Wałbrzych Główny – stacja kolejowa w Wałbrzychu, w województwie dolnośląskim, w Polsce. Według klasyfikacji PKP ma kategorię dworca wojewódzkiego.

## Ruch pasażerski
| Rok  | Wymiana pasażerska na dobę |
| ---- | -------------------------- |
| 2017 | 500-699                    |
| 2022 | 300-499                    |

## Opis
Wałbrzych Główny jest dużą stacją węzłową o charakterze manewrowym, jedną z najwyżej tego typu położonych w Polsce, a wśród stacji górskich – największą. Dworzec położony jest na wysokości 500 m n.p.m. Nazwę „Główny” zawdzięcza właśnie szerokim funkcjom w ruchu towarowym, gdyż pomimo charakteru węzłowego znajduje się ona na obrzeżach miejscowości na terenie dzielnicy Podgórze. Przez dworzec biegną linie kolejowe nr 274 (Wrocław – Zgorzelec) oraz 286 (Kłodzko – Wałbrzych).

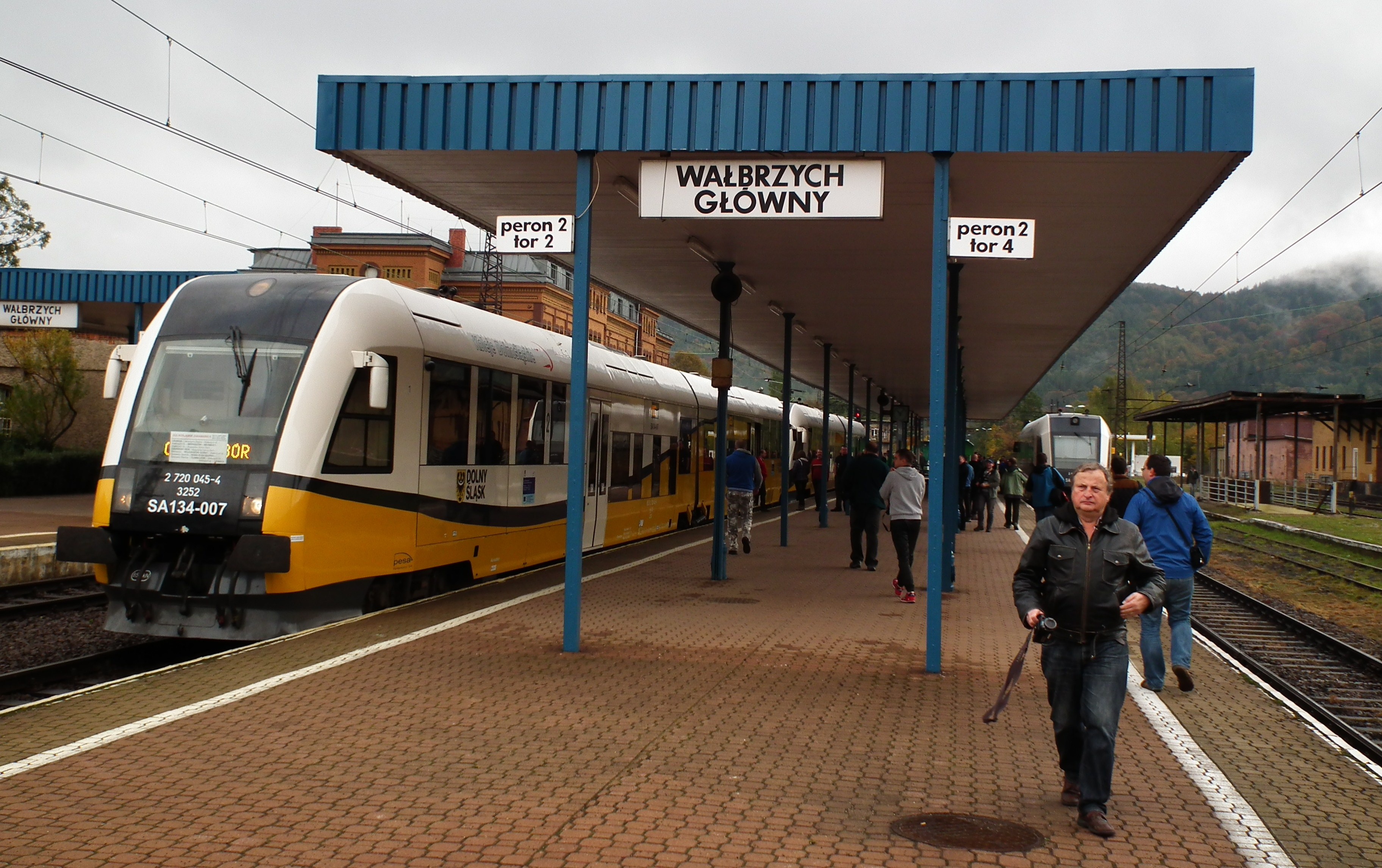
Perony stacji Wałbrzych Główny

Stacja ma kilka grup torowych, na grupę torów pasażerskich składa się 6 torów posiadających krawędź peronową, z czego 2 okalają budynek dworca, a 4 znajdują się przy peronach wyspowych. Aktualnie w ruchu pasażerskim użytkowane są jednak tylko 3 krawędzie przy peronach 1 i 2. Na wysokości peronów znajduje się także kilka torów ładunkowych, pozostających jednak w większości wyłączonymi z eksploatacji. W tym miejscu zlokalizowano również stację paliw, będącą własnością PKP Energetyka.
Na wysokości nastawni „WG” zlokalizowano też lokomotywownię, obecnie wyłączoną z użytkowania. W przeszłości lokomotywownia ta stanowiła jedno z podstawowych miejsc obsługi zarówno pojazdów trakcji parowej, spalinowej i elektrycznej (przed wojną lokomotywownia posiadała nawet zelektryfikowane stanowiska) do obsługi linii kolejowej nr 274.
Na przestrzeni lat układ torowy stacji Wałbrzych Główny podlegał pewnym przebudowom, głównie związanych z likwidacją torów i rozjazdów. Do dziś część rozwiązań pozostaje jednak oryginalnymi z czasów przedwojennych. Należy do nich nietypowe, zastosowane wyłącznie na kilku stacjach w Polsce, zawieszenie poprzeczne do sieci – konstrukcje wsporcze mają w tym wypadku jednak polski rodowód, pomimo iż elektryfikacja prowadzona w latach 60. XX wieku prowadzona była na linii zelektryfikowanej wcześniej systemem prądu przemiennego w latach międzywojennych.

## Historia
Dworzec został oddany do użytku 15 sierpnia 1867 roku. Pierwszą nazwą było Dittersbach. Kolejne nazwy dworca to Waldenburg Dittersbach, po wojnie na krótko Borowieck (pierwsza powojenna nazwa Wałbrzycha), Wałbrzych Dzietrzychów nadana 27 sierpnia 1945 roku, Wałbrzych Ogorzelec, którą dworzec nosił od 6 września 1947 roku, oraz Wałbrzych Główny, którą dworzec nosi od 1948 roku. Elewacja budynku dworca ma bogaty detal architektoniczny w postaci obramień okiennych i drzwiowych, płycin, gzymsów, rozet.

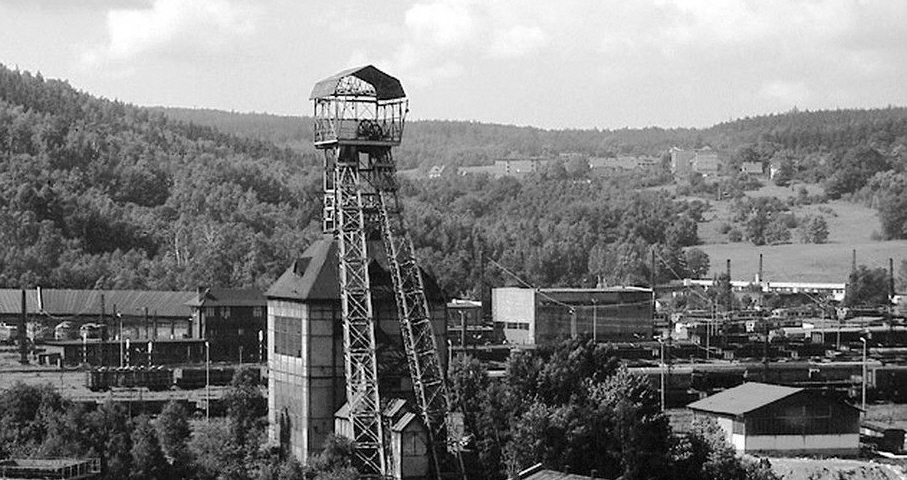
Nieistniejący szyb Eugeniusz

Przed rokiem 1900 przeszedł przebudowę i rozbudowę. W miejscu, gdzie obecnie znajduje się ładownia kruszywa, istniał szyb Eugeniusz, który w 2001 roku ze względu na zły stan techniczny został zezłomowany.

## Rewitalizacja dworca
24 lipca 2019 roku PKP SA ogłosiły przetarg na przebudowę zabytkowego dworca Wałbrzych Główny. Prace, które trwały ponad półtora roku, zakończyły się 27 maja 2021 roku. 
W ramach prac przeprowadzono kompleksowy remont budynku oraz zagospodarowanie otoczenia, a także wyburzono kilka istniejących obiektów.
Renowacji została poddana ceglana elewacja budynku, na której po oczyszczeniu odkryto geometryczne wzory wykonane z ciemnozielonej szkliwionej cegły. Uwagę zwracają również grafitowe kolumny zlokalizowane przy wejściach głównych oraz pomiędzy niektórymi oknami, a także odtworzona na wzór oryginalnej ciemnobrązowa stolarka okienna i drzwiowa. Całość uzyskanego efektu estetycznego podkreśla nowa iluminacja dworca.  Na wyremontowanym dworcu pojawiła się poczekalnia dla pasażerów czy elektroniczne tablice z informacją o przyjazdach i odjazdach. Dworzec został także przystosowany do potrzeb osób o ograniczonej mobilności. Zostały zamontowane specjalne tablice informacyjne dla osób niedowidzących, podjazdy, linie prowadzące z polami uwagi, zlikwidowano bariery architektoniczne, zamontowano biletomat Kolei Dolnośląskich. Planowany jest również montaż defibrylatora. Hol dworca utrzymany jest w jasnej kolorystyce, ściany posiadają geometryczny kasetonowy deseń, a w dolnej ich części wykonano okładzinę z ciemnozielonej płytki szkliwionej. Na ścianach poczekalni przywrócono drewniane boazerie i wzorzyste tapety, a na podłodze oryginalną posadzkę. Poddano również renowacji grafitowe żeliwne kolumny, które jeszcze niedawno były całkowicie niewidoczne, bo zamurowane w ścianie.
Przed dworcem przebudowano cały parking. Wydzielono miejsce na przystanek autobusowy. Pojawiły się miejsca do tymczasowego postoju "kiss&ride", miejsca parkingowe dla niepełnosprawnych, a także dla rodzin z dziećmi. Zupełną nowością są miejsca dla pojazdów elektrycznych z ładowarką. Przy dworcu stanął także zadaszony parking dla rowerów wraz ze stanowiskiem naprawczym.

## Budynki wchodzące w skład dworca
- Budynek dworca głównego
- Lokomotywownia wraz z obrotnicą

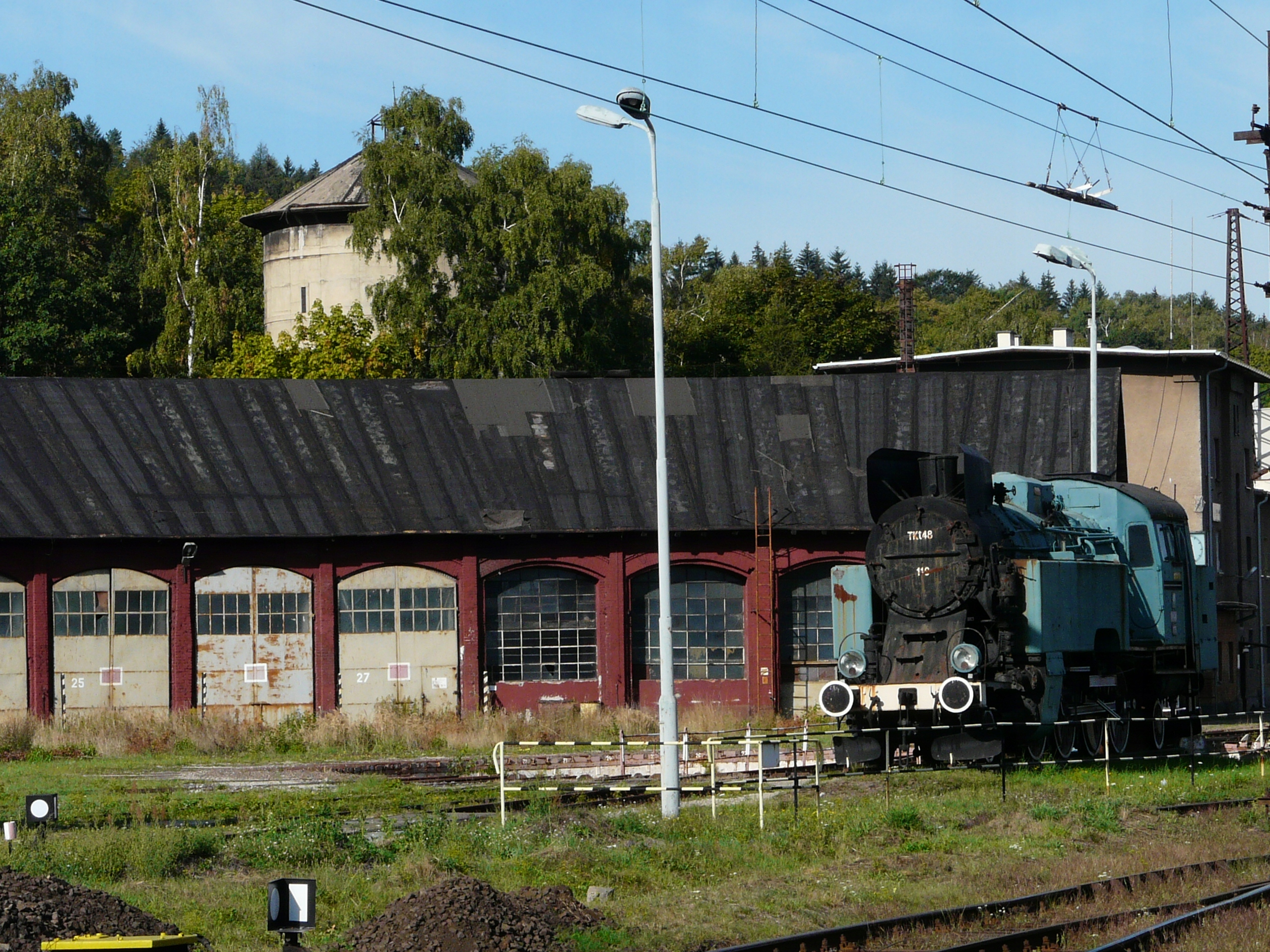
Lokomotywownia Wałbrzych i TKt48-119.

- Ekspedycja kolejowa / magazyny towarowe
- Wagonownia i warsztaty
- Wartownia SOK
- Ładownia kruszywa Kopalni Surowców Skalnych Bartnica
- Magazyn substancji płynnych
- Wiadukty kolejowe - ul. Tunelowa, Niepodległości, Gdyńska i Moniuszki
- Kapliczka poświęcona św. Katarzynie Aleksandryjskiej, patronce kolejarzy

Na stacji eksponowana jest lokomotywa TKt48-119, jako pomnik techniki.

## Szlaki turystyczne

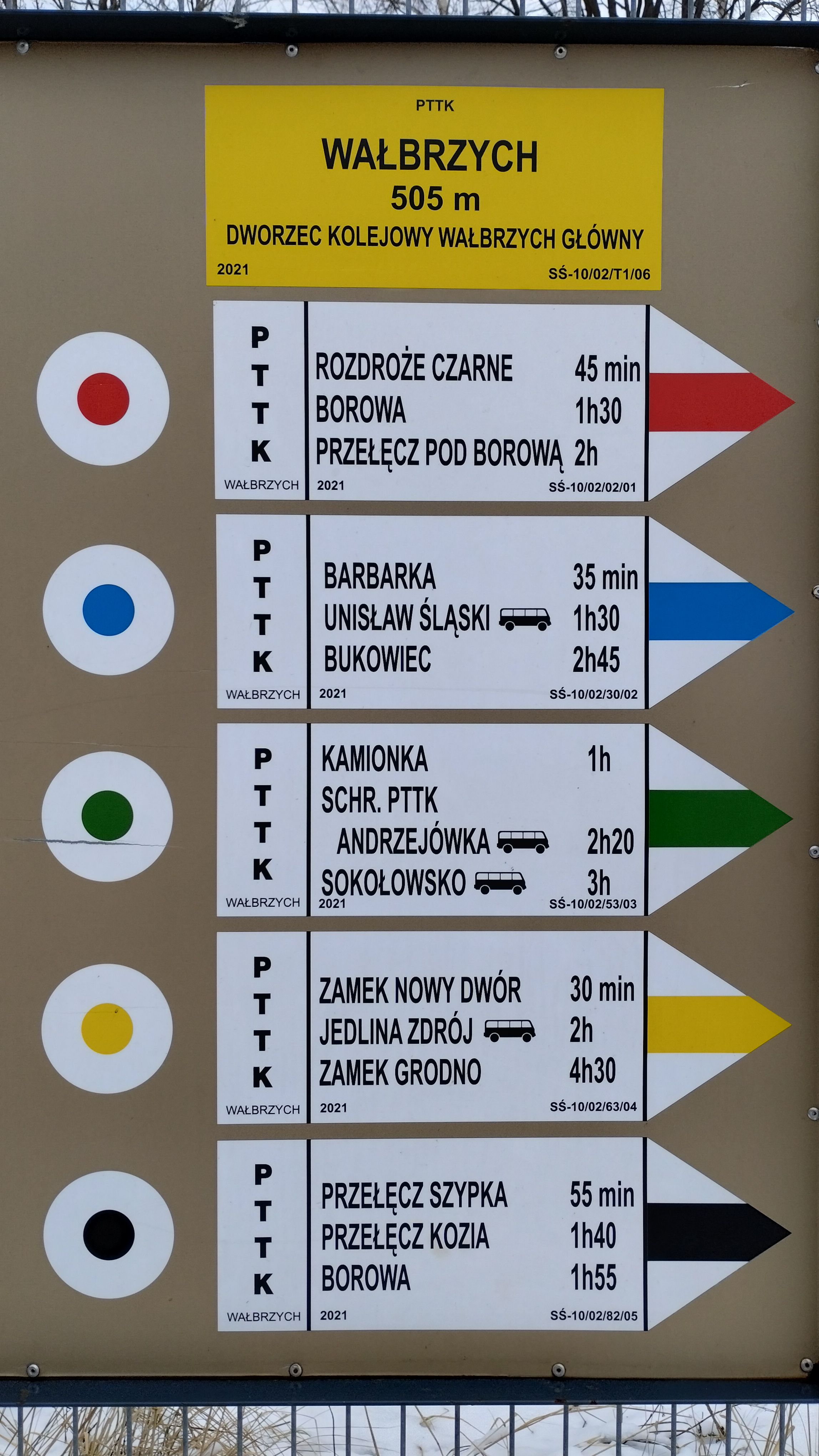
Wałbrzych Główny - Szlaki turystyczne

Wałbrzych Główny – Rozdroże Czarne – Borowa – Przełęcz pod Borową – Przełęcz Kozia – Platforma Widokowa pod Drużyną – Przełęcz Szypka
  Wałbrzych Główny – Barbarka – Rozdroże Wiertnicze – Unisław Śląski – Bukowiec
  Wałbrzych Główny – Zamek Nowy Dwór – Przełęcz Kozia – Jedlina-Zdrój – Zamek Grodno
  Wałbrzych Główny – Rozdroże Czarne – Kamionka – Rybnica Leśna – Andrzejówka – Sokołowsko
  Wałbrzych Główny – Rozdroże pod Dłużyną – Przełęcz Szypka – Kamieńsk – Przełęcz Kozia – Borowa – Rozdroże ptasie – Kamionka – Rozdroże nad Starym Glinikiem – Glinik Stary

## Galeria

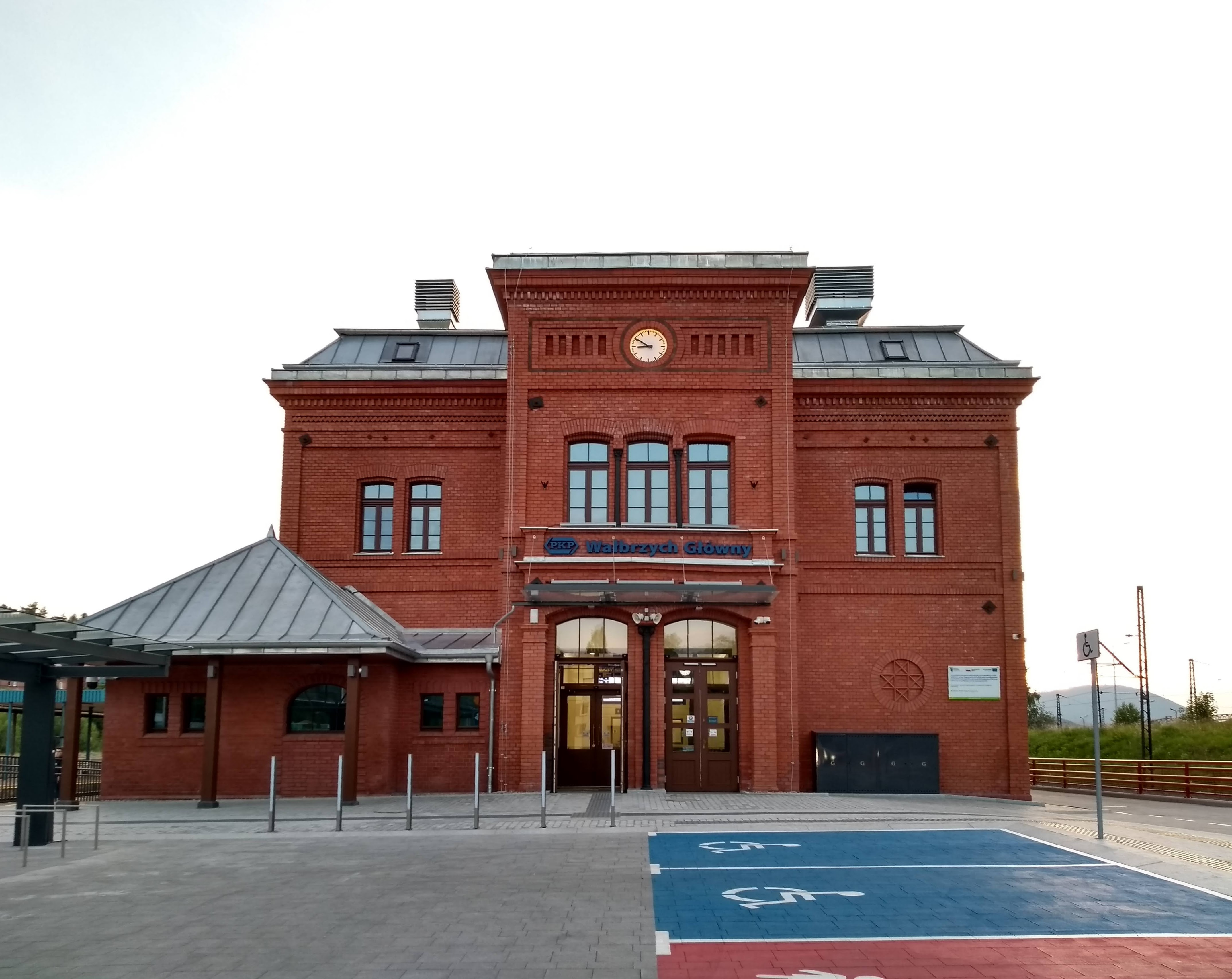
Budynek dworca po rewitalizacji
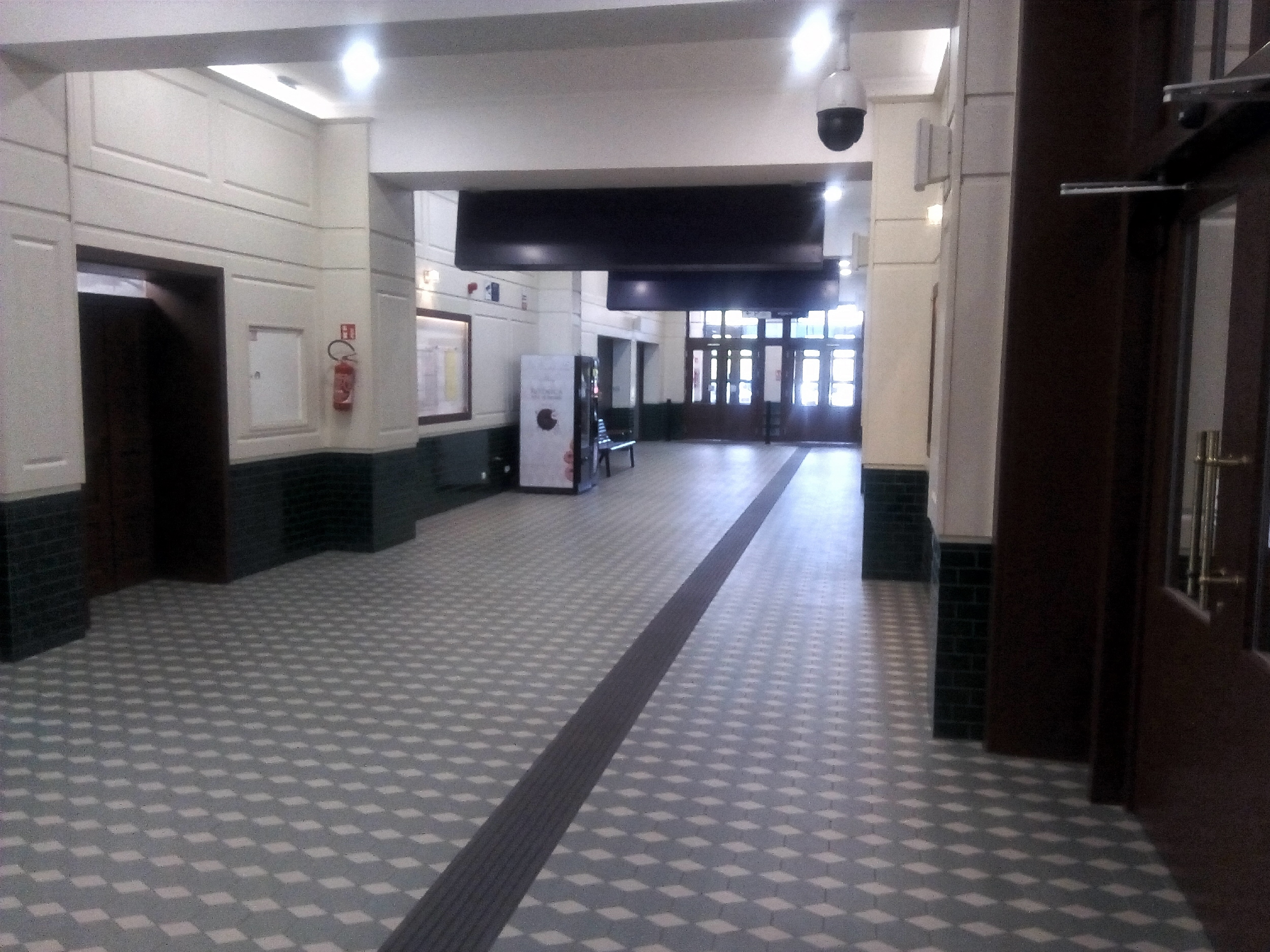
Hol Dworca
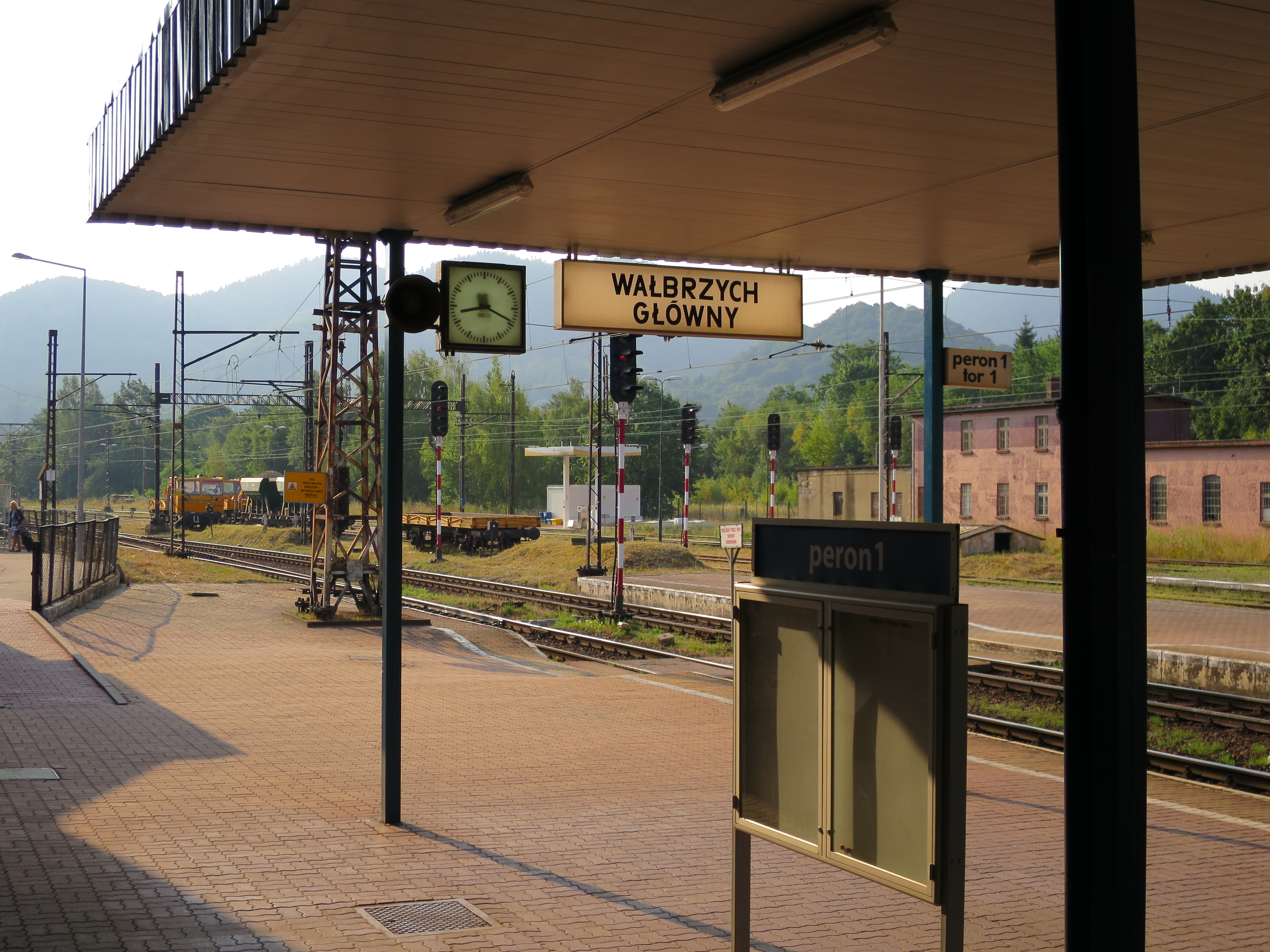
Peron
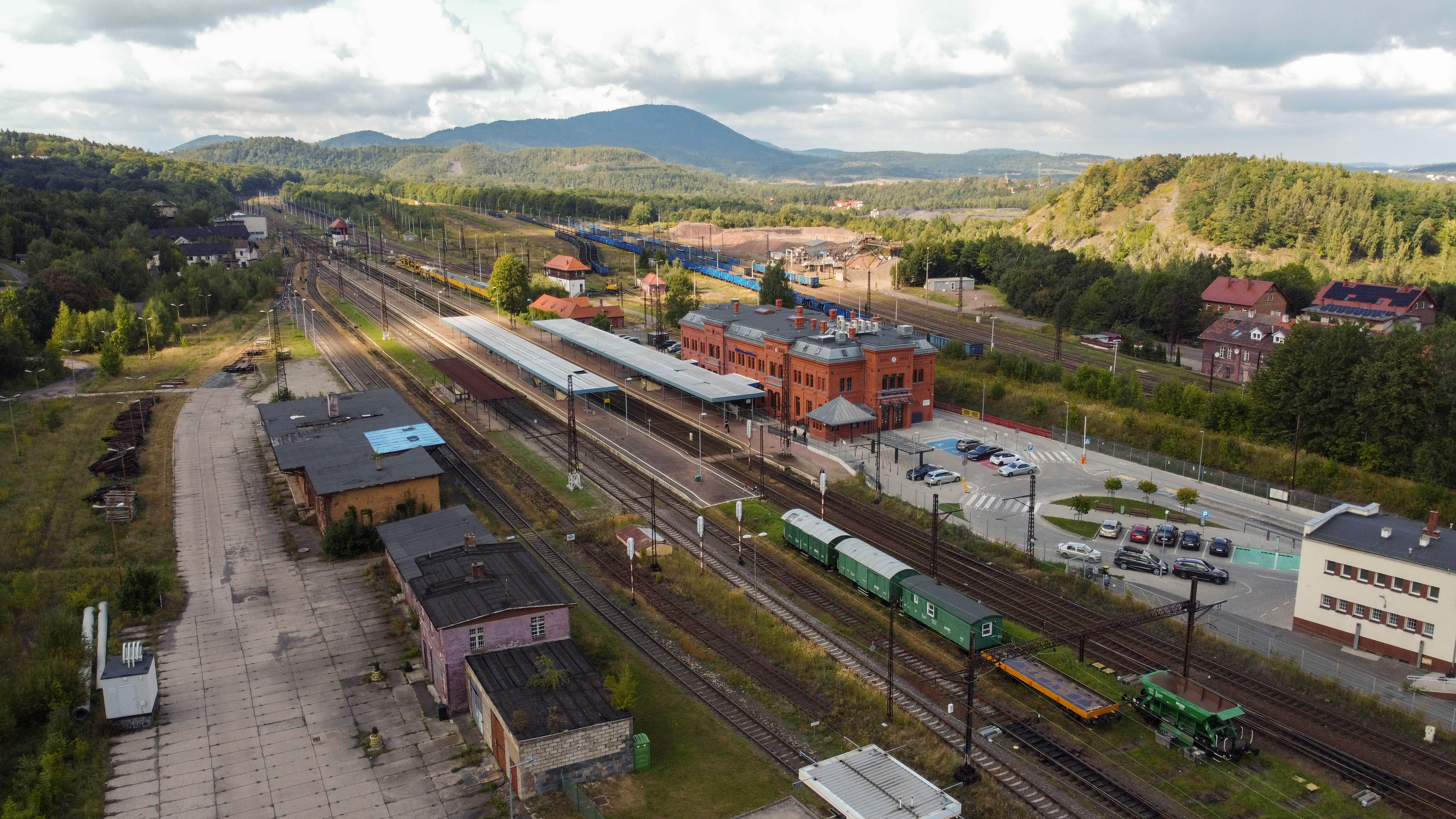
Widok na zabudowania stacji, w tle góra Chełmiec
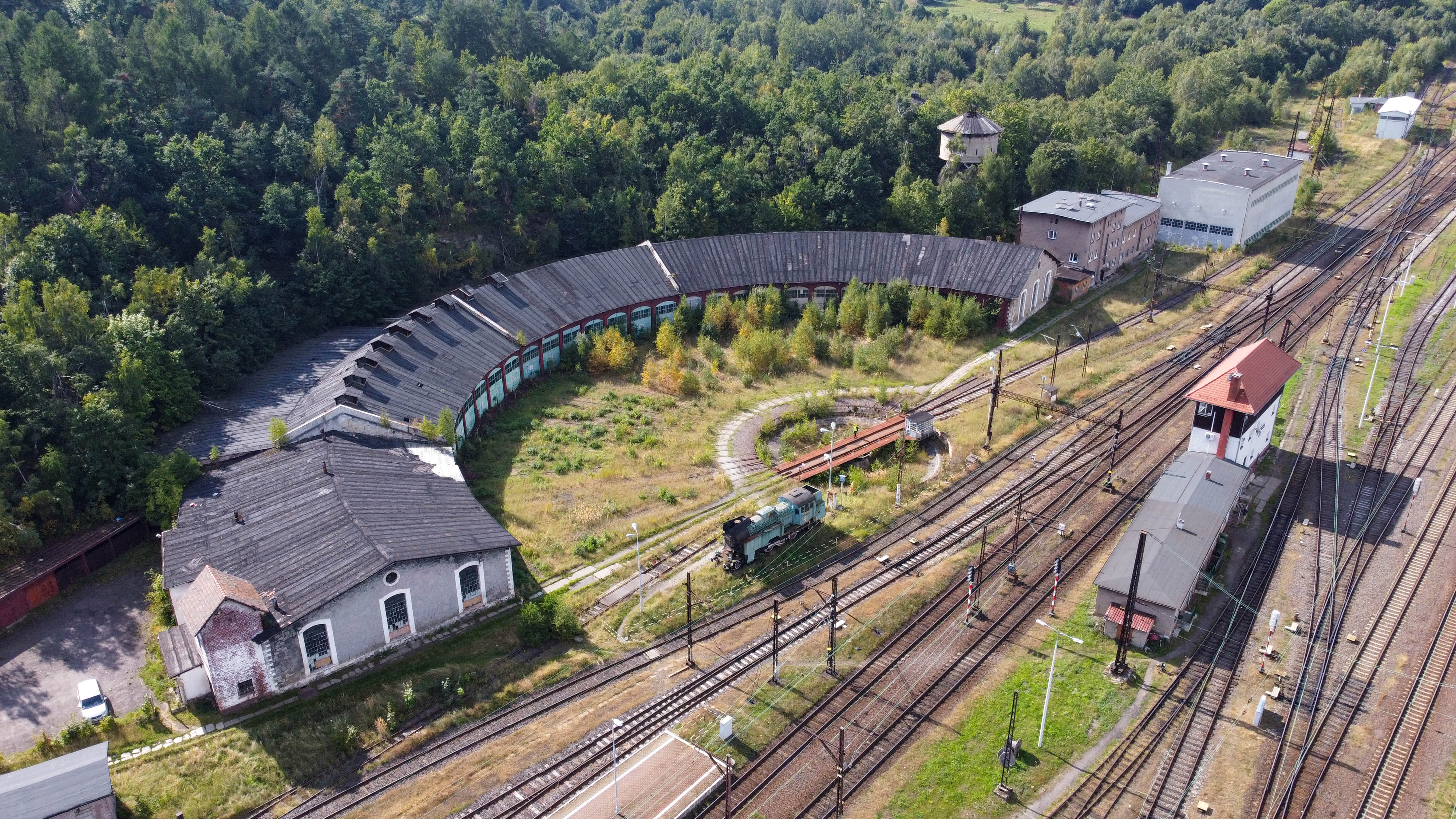
Widok na lokomotywownie
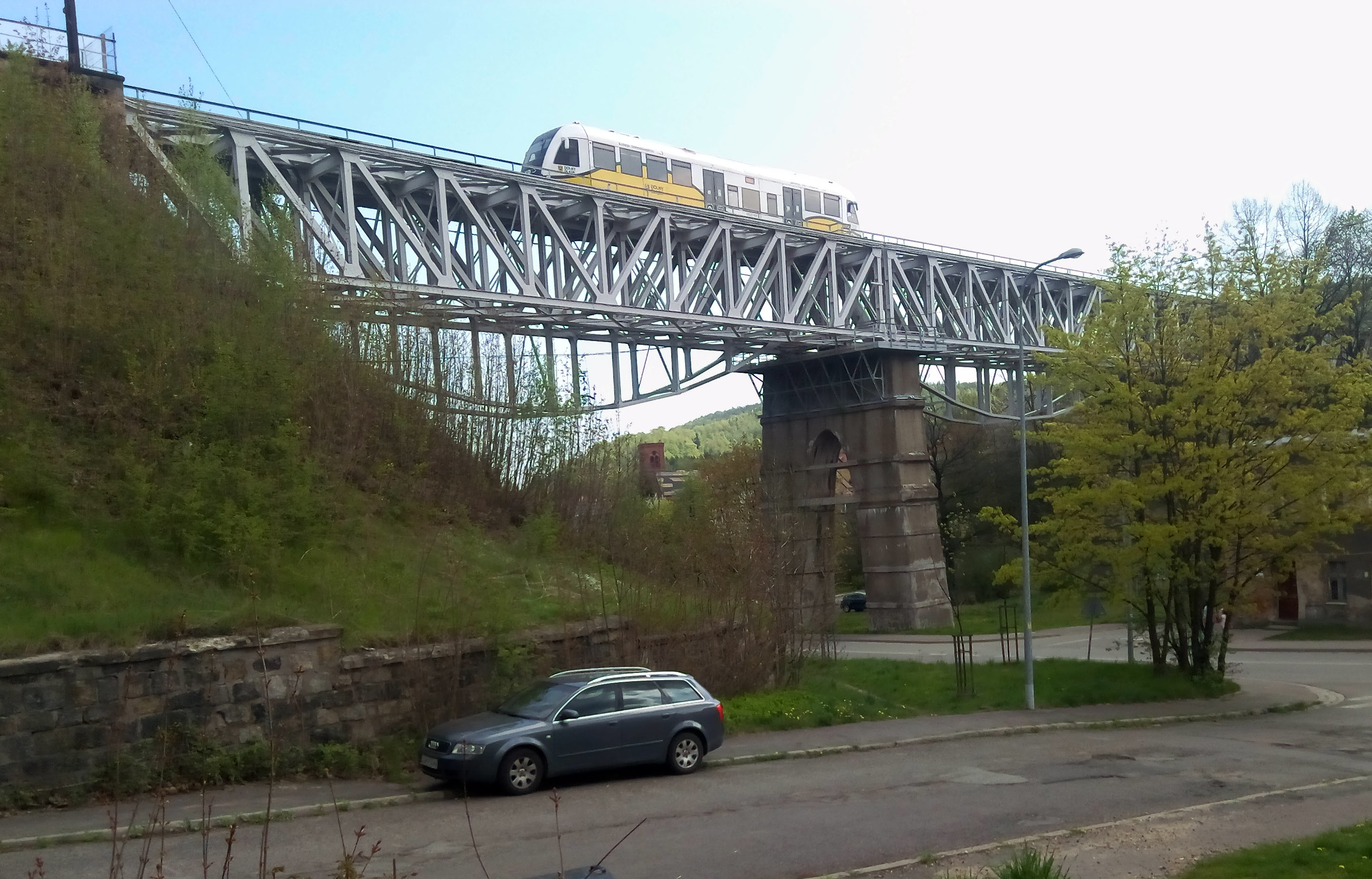
Wiadukt nad ulicą Niepodległości